# Lluveras (Puerto Rico)
Lluveras is een plaats (comunidad) in het Amerikaanse unincorporated territory Puerto Rico, en valt bestuurlijk gezien onder gemeente Sabana Grande.

## Demografie
Bij de volkstelling in 2000 werd het aantal inwoners vastgesteld op 2005.

## Geografie
Volgens het United States Census Bureau beslaat de plaats een oppervlakte van 2,2 km², geheel bestaande uit land.

## Plaatsen in de nabije omgeving
De onderstaande figuur toont nabijgelegen plaatsen in een straal van 64 km rond Lluveras.